# N'oublie pas
Singles de Mylène Farmer
Rolling Stone
(2018) Sentimentale
(2018)
N'oublie pas est une chanson de Mylène Farmer en duo avec la chanteuse américaine LP, sortie en single le 22 juin 2018 en version digitale et le 10 août 2018 en version physique, en tant que deuxième extrait de l'album Désobéissance. 
Après avoir sympathisé avec LP, Mylène Farmer lui transmet un texte qu'elle a écrit sur la perte d'un être cher et sur le fait de se sentir aidé par cette personne disparue. LP le met en musique et adapte certains vers en anglais, afin que le titre devienne un duo.
Le clip, réalisé par Laurent Boutonnat et tourné en Islande, présente Mylène Farmer et LP comme deux sœurs, dont l'une a disparu.
La chanson s'est classée durant trois semaines à la première place des ventes en France.

## Contexte et écriture

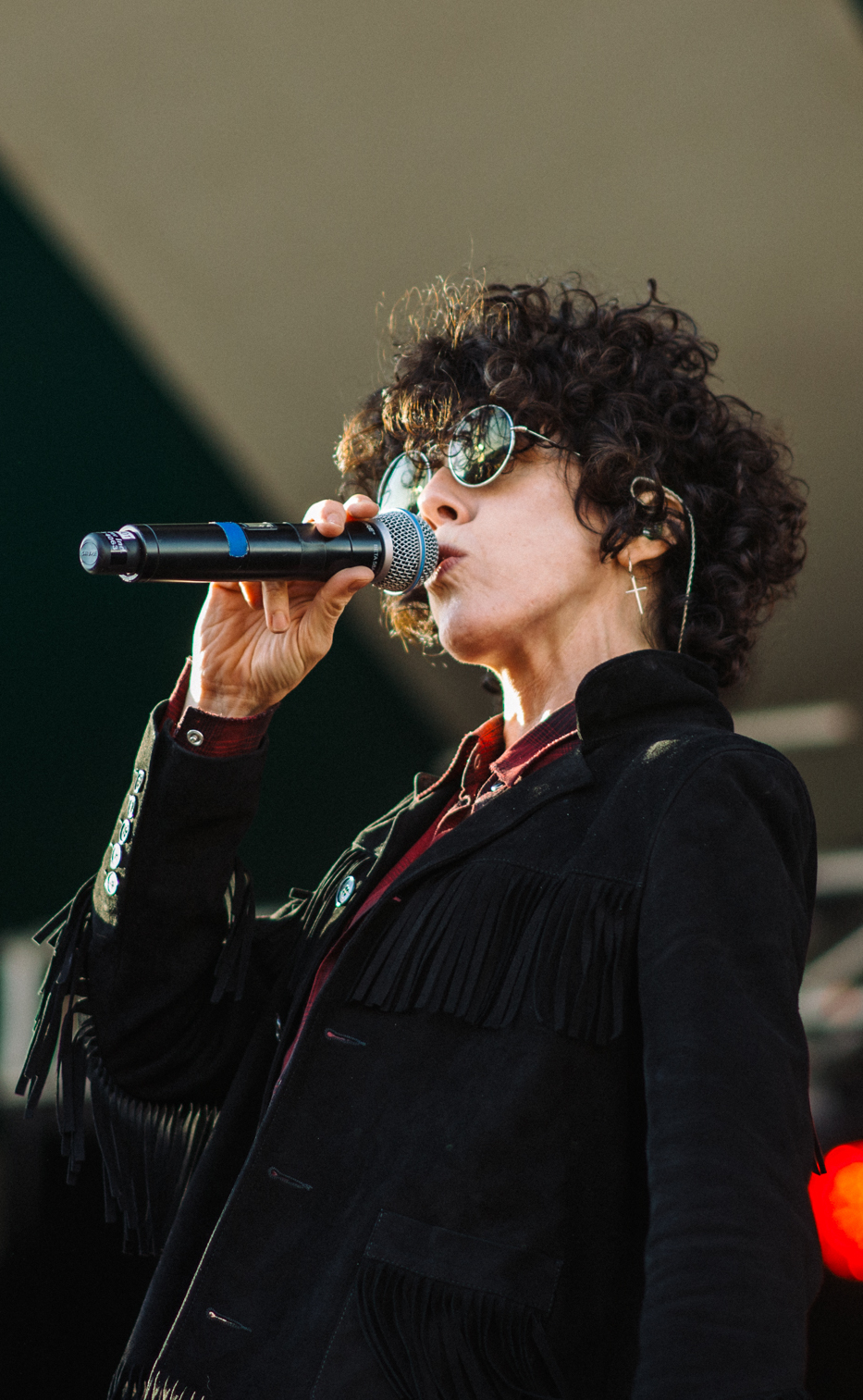
La chanteuse LP.

Après avoir assisté à un concert de LP au Café de la Danse en septembre 2016, Mylène Farmer et la chanteuse américaine (qui connaît alors un grand succès avec son titre Lost on You) se rencontrent à Paris début 2017 et évoquent la possibilité de travailler ensemble sur des chansons.

Mylène Farmer, qui vient de perdre sa mère, lui transmet un texte qu'elle a déjà écrit (alors qu'en général elle écrit sur une composition existante) : N'oublie pas.

LP le met en musique et adapte certains vers en anglais, afin que le titre devienne un duo, tout en gardant le thème de la chanson : la perte d'un être cher et le fait de se sentir aidé par cette personne disparue (« Conduite par une étoile », « Un point dans l'univers, it's a love it's everywhere, jamais n'oublie pas : c'est moi », « Et tous ces signes que tu envoies, qui me chavirent à chaque fois »...).
Alors qu'elle travaille sur son prochain album, Mylène Farmer sort en janvier 2018 le single Rolling Stone composé par Feder, qui signera la majorité des titres de l'album Désobéissance. Lors de son passage le 8 juin 2018 dans l'émission La Chanson de l'année pour interpréter Rolling Stone, Mylène Farmer et ses danseurs laissent apparaître les mots « N'oublie pas » cousus sur le dos de leur veste. 
Le public suppose alors qu'il s'agit du titre du single suivant. 
Deux chansons composées par LP figureront sur l'album Désobéissance : N'oublie pas et Des Larmes.

## Sortie et accueil critique
Diffusé en radio à partir du 22 juin 2018, le single sort le 10 août 2018.
La pochette, signée Claude Gassian, présente Mylène Farmer et LP, dos à dos, sur le tournage du clip en Islande.

### Critiques
- « Une chanson solaire et entraînante qui promet de nous accompagner tout au long de l’été. »[2]
- « Mylène Farmer associe une voix douce à un nappage musical montant en crescendo, jusqu'à faire hocher la tête en rythme. Des paroles ésotériques sur le paradis et les étoiles, des accords de piano simples, puis un refrain calibré pour la radio. Claquements de doigts, basses affirmées et rengaine sentimentale chantée à gorge déployée par deux chanteuses au timbre puissant. On tient le prochain tube de l'été. »[3]
- « Une chanson fédératrice et solaire. »[4]
- « Le duo N'oublie pas avec la chanteuse américaine LP fonctionne à plein régime. »[5]
- « Une ballade énergique avec un gimmick d’une efficacité redoutable qui semble convaincre aussi bien le public que la critique. »[6]
- « Les deux voix incontournables des chanteuses s’allient à merveille. »[7]
- « Mylène Farmer séduit à nouveau avec des sonorités, une production inédite et plus organique pour elle. Un titre à infusion lente qui mérite d'être réécouté plusieurs fois. »[8]

## Vidéo-clip

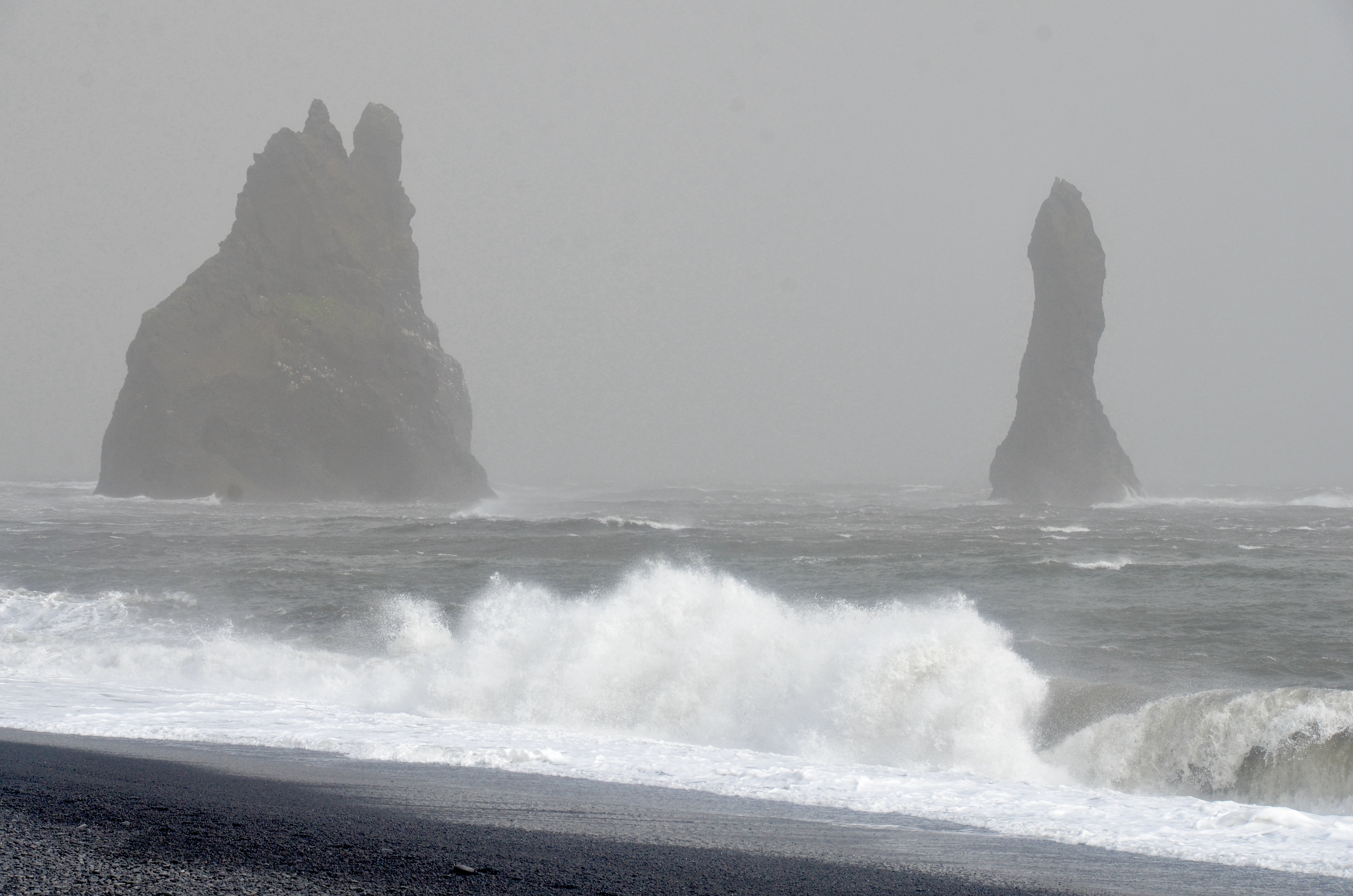
La plage de Reynisfjara, à Vík í Mýrdal, en Islande.

Réalisé par Laurent Boutonnat, le clip est tourné les 19 et 20 mai 2018 en Islande, à plusieurs endroits différents : sur la plage de sable noir d'Hjörleifshöfði et sur une plage de Reynisfjara, puis près de la cascade de Skógafoss, et enfin dans une maison et une forêt près de Reykjavik.
La vidéo met en images les paroles de la chanson, sous les traits de deux sœurs (Mylène Farmer et LP) dont l'une a disparu. Se remémorant des souvenirs d'enfance, notamment sur une plage et autour d'une balançoire, Mylène Farmer finit par retrouver le fantôme de LP devant une cascade.
C'est la première fois que Laurent Boutonnat réalise un clip pour une chanson dont il n'a pas composé la musique.

### Sortie et accueil
Le clip est diffusé pour la première fois le 26 juin 2018.
- « Un splendide clip signé Laurent Boutonnat. »[10]
- « Une mise en scène touchante, qui en met aussi plein les yeux. »[11]
- « Les images mettant en avant des paysages brumeux et déchaînés sont magnifiques. »[7]
- « Pour leur 18e collaboration, Mylène Farmer et Laurent Boutonnat offrent aux fans de la chanteuse un huis-clos d'exception en Islande. »[12]

## Promotion
Mylène Farmer et LP n'interprètent N'oublie pas qu'une seule fois à la télévision, le 13 octobre 2018 lors d'une émission spéciale consacrée à Jean-Paul Gaultier sur France 2.

## Classements hebdomadaires
Le single se classe no 1 des ventes en France la semaine de sa sortie, devenant la 18e chanson de Mylène Farmer à atteindre la tête du classement des meilleures ventes en France. 
La chanteuse bat ainsi son propre record. 
Le duo se classe à nouveau en tête des classements lors de la sortie des supports physiques, et y reste durant deux semaines supplémentaires.
| Classement (2018)                                     | Meilleure position |
| ----------------------------------------------------- | ------------------ |
| Belgique - Wallonie (Ultratip)                        | 17                 |
| France (Ventes)                                       | 1                  |
| France (Téléchargements)                              | 1                  |
| France (Top Mégafusion) (Streaming + Téléchargements) | 83                 |
| France (TV)                                           | 18                 |
| Suisse romande                                        | 5                  |

## Liste des supports
| 1. | N'oublie pas                | 3:42 |
| 2. | N'oublie pas (instrumental) | 3:41 |

## Crédits
- Paroles : Mylène Farmer, LP
- Musique : LP, Mike Del Rio, Nate Campany
- Réalisation : Mike Del Rio
- Mastering : Mike Marsh
- Mixage : JUMO pour Motif Music
- Enregistrement voix et orchestre : Jérôme Devoise
- Studio d'enregistrement : Studio Guillaume Tell[22]

## Interprétations en concert
N'oublie pas n'a jamais été interprété en concert.

## Albums et vidéos incluant le titre

### Albums de Mylène Farmer
| Année | Album         | Version                                     | Durée | Certifications de l'album |
| 2018  | Désobéissance | Version Album Instrumental (réédition 2023) | 3:42  | 2 × Platine               |
| 2020  | Histoires de  | Version Album                               | 3:42  | Platine                   |

### Vidéos de Mylène Farmer
| Année | Vidéo                             | Version    | Durée | Certifications de la vidéo |
| 2021  | Les clips - L'intégrale 1999-2020 | Vidéo-clip | 3:47  | -                          |